# اسکلریا افررفلکسا
اسکلریا افررفلکسا (نام علمی: Scleria afroreflexa) نام یک گونه از تیره جگنیان است.